# 12306 Pebronstein
12306 Pebronstein eller 1991 TM14 är en asteroid i huvudbältet som upptäcktes 7 oktober 1991 av den amerikanske astronomen Charles P. de Saint-Aignan vid Palomar-observatoriet. Den är uppkallad efter upptäckarens svärfar Peter Bronstein.
Asteroiden har en diameter på ungefär 9 kilometer och den tillhör asteroidgruppen Nysa.